# Klickerträning

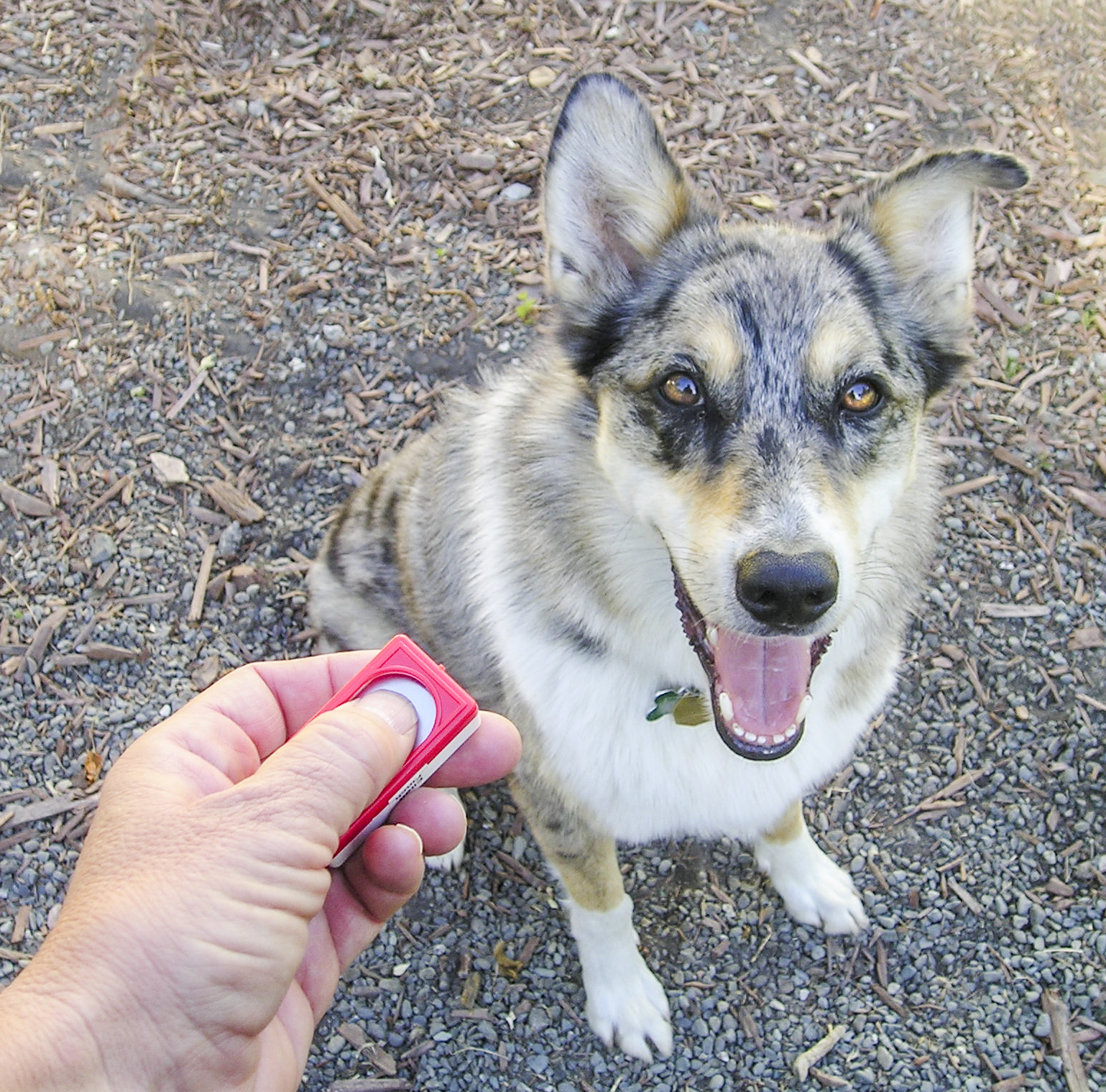
Hunden tränas med hjälp av en klicker

Klickerträning är ett sätt att träna hundar på. Metoden går ut på att man enbart använder sig av positiv förstärkning.
Man använder oftast en klicker, en plastdosa med en metallflärp som avger ett "klick" när man trycker på den. Detta klick betingar man med en belöning - oftast en godisbit. Detta kan man sedan använda för att förstärka det beteende man vill ha fram. Klickerns fördelar är att förstärkningen blir mer exakt. Dels blir tajmingen lättare, dels låter klicket alltid på samma sätt, oavsett om man själv är glad, trött, grinig, rädd osv... 
Klicket ska alltid följas av en belöning.
Med hjälp av klickerträningens principer kan man frishejpa fram beteenden. Detta är en inlärning som gör hunden mer delaktig och tänkande än om man använder den mer traditionella "locka med godisbit"-metoden. Frishejping går till på så sätt att man förstärker små små delar tills hunden utför hela beteendet. T.ex. om man vill lära hunden att snurra ett varv åt höger, så börjar man med att klicka när hunden råkar vrida huvudet lite åt höger. Efter en stund höjer man kriterierna och klickar när hunden vrider huvudet mer åt höger. Nästa steg är att klicka när hunden vrider så mycket på huvudet att den även flyttar en tass en liten liten bit åt höger. Så här fortsätter man tills hunden kan snurra ett helt varv.
Klickerträningens principer kan användas för att träna i stort sett alla djur, även om exempelvis belöningen och belöningsmarkören (ofta ett klick, men kan även vara en visselsignal, ett ord, en handsignal eller något annat) varierar. Delfiner på djurparker tränas med klickerträning (här används visselpipa) för att uppträda i shower, och andra djur i djurparkerna kan tränas att acceptera hantering och t.om. sprutor. Även hästar, råttor, katter och kaniner är exempel på djur som klickertränas. TAG-teach kallas en form av klickerträning som används för att träna människor, exempelvis idrottsmän. 

## Medskapare
B.F. Skinner identifierade och beskrev först principerna av operant betingning. Marian Kruse och Keller Breland (senare ett gift par), två av Skinners första studenter, såg potentialen i den nya djurträningstekniken. Efter att ha deltagit som forskarstudenter med Skinner i duvbeteende och utbildningsprojekt under andra världskriget, lämnade paret Breland den akademiska skolan och bildade det första företaget som avsiktligt använde operant betingning: Animal Behavior Enterprises (ABE). De skapade de första friflygande fågelshowerna och en mängd kommersiella djurutställningar, från grisungelopp till kycklingar som spelade luffarschack. 
Bob Bailey var USA:s flottas första träningsdirektör som senare arbetade på ABE år 1965. Keller Breland dog 1965 och Marian gifte sig med Bob Bailey 1976. Tillsammans fortsatte de pionjärarbetet på ABE. Radiobärande katter leddes genom städer och in i byggnader enligt ett avtal med CIA. Delfiner lokaliserade mål många mil från sina tränare, till havs.
Korpar och andra fåglar, som hade kameror på sig och var ledda av lasrar, kunde flyga till ett speciellt fönster på en skyskrapa och fotografera människor inuti. Måsar, naturligt duktiga havssökare, kunde hitta och rapportera räddningsflottar och simmare långt ute till havs.